# Guinguinéo
Guinguinéo är en stad och kommun i västra Senegal. Den ligger i regionen Kaolack och har cirka 20 000 invånare.